# St. Laurentius (Winterthur-Wülflingen)

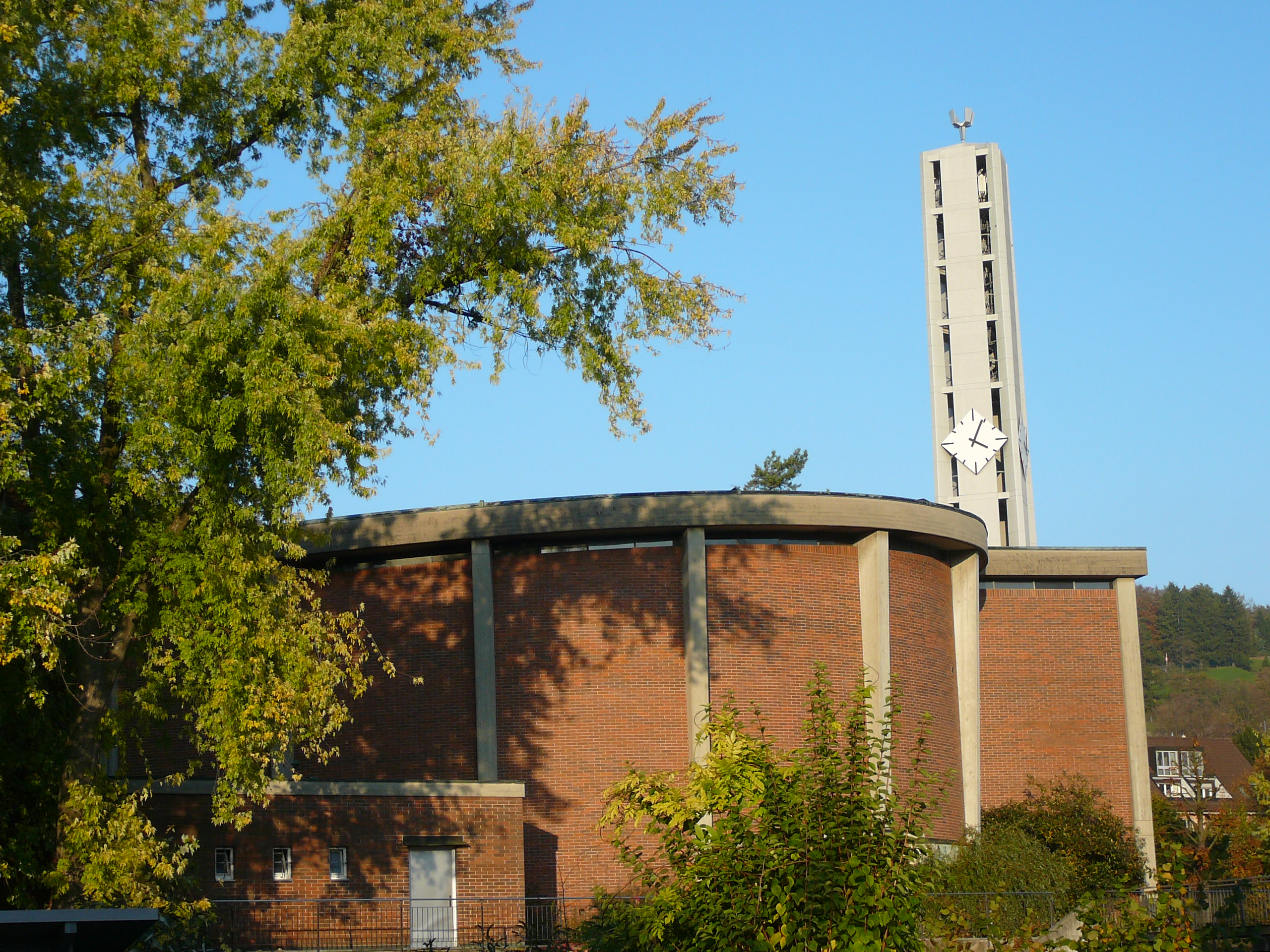
Pfarrkirche St. Laurentius, Ansicht von Süden

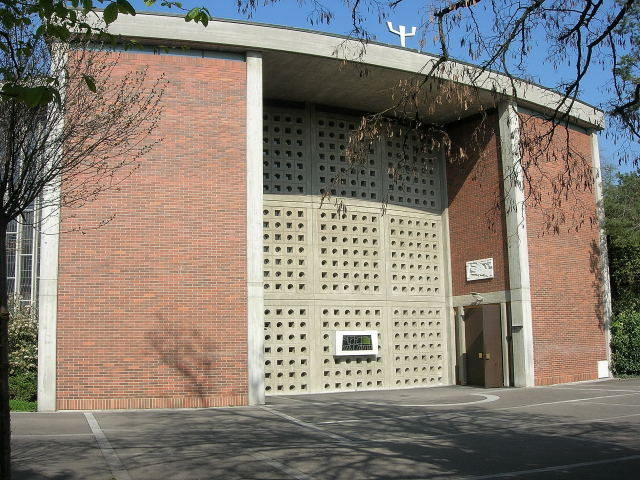
Kirchenportal

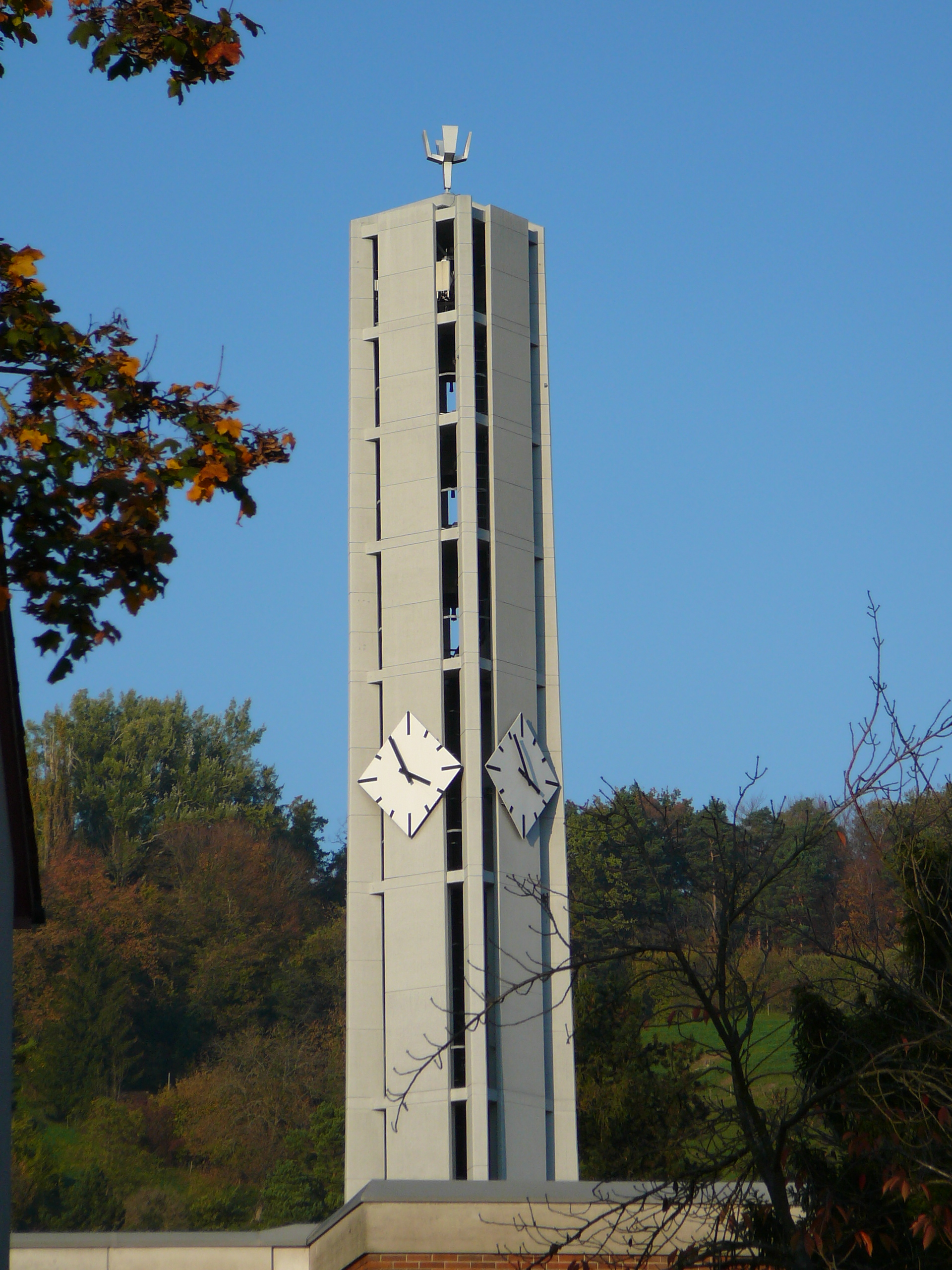
Kirchturm von Süden

Die Kirche St. Laurentius ist eine römisch-katholische Pfarrkirche im Winterthurer Stadtkreis Wülflingen. Sie ist die drittjüngste der sieben Territorialpfarreien Winterthurs.

## Geschichte

### Vorgeschichte und Namensgebung
1239 wurde erstmals eine Kirche in Wülflingen erwähnt. Archäologische Ausgrabungen belegen jedoch bereits einen ersten Holzbau aus der 2. Hälfte des 6. Jahrhunderts, einen Steinbau um 650–700, danach einen spätkarolingischen Bau aus dem 9. Jahrhundert sowie weitere spätere Kirchbauten. Die heutige reformierte Kirche ist ein Barockbau aus dem Jahr 1681, der Turm stammt von 1757. Die Kirche von Wülflingen wird im 10. Jahrhundert als Eigen der Herren von Wülflingen erwähnt. Die Kollatur lag um 1239 bei den Grafen von Habsburg, dann bei den Herren von Seen und 1455 bei den Herren von Rümlang. 1515 kaufte die Stadt Winterthur das Patronat für das Spital der Stadt.
Die Kirche wurde nach dem Hl. Laurentius benannt, der schon der erste Kirchenpatron der heute reformierten Stadtkirche Winterthur gewesen war.

### Entstehungs- und Baugeschichte
In der zweiten Hälfte des 19. Jahrhunderts siedelten sich erstmals seit der Reformation im Jahr 1523 wieder Katholiken in Wülflingen an. Im Zuge der Industrialisierung waren sie aus der Ost- und Zentralschweiz, aber auch aus dem katholischen Ausland in die Region Winterthur gezogen. Im Jahr 1900 erreichte ihre Zahl allein in Wülflingen fast 500. Für sie war damals die Pfarrei St. Peter und Paul in Winterthur-Neuwiesen zuständig. Als im Jahr 1950 die Zahl der Katholiken in Wülflingen auf 1242 angewachsen war, wurde der Bau einer Kirche im Quartier vordringlich. Sammelaktionen begannen, das Geld für die zukünftige Kirche zusammenzutragen. 1953 wurde die Baukommission einberufen und mit einem Projektierungsauftrag betraut. Als Sieger aus dem Architekturwettbewerb ging das Projekt Kelch (Volksraum und Altarraum durchdringen sich gegenseitig durch zwei ineinander greifende Ellipsen) des Architekten Hermann Baur hervor. Das Projekt umfasste Kirche, Turm, Pfarreizentrum und Pfarrhaus. Auf letzteres musste jedoch aus Kostengründen verzichtet werden. Stattdessen wurde die Nachbarliegenschaft am Oberfeldweg erworben. 
Am 29. Mai 1957 erfolgte der erste Spatenstich, vier Monate später fand die Grundsteinweihe durch Generalvikar Theobaldi aus Zürich statt. Am 7./8. März 1959 weihte der Bischof von Chur, Christian Caminada, die Kirche ein. Bis 1970 war St. Laurentius ein Pfarrrektorat der Mutterpfarrei St. Peter und Paul Winterthur-Neuwiesen, dann wurde St. Laurentius zur eigenständigen Pfarrei erhoben. In den 1970er-Jahren wurde der Altarbereich der Kirche an die Vorgaben der Liturgiekonstitution des Zweiten Vatikanischen Konzils angepasst: Der Tabernakel und die Muttergottesstatue wurden nach vorne rechts versetzt, ein Ambo wurde auf der linken Seite aufgestellt und die Kommunionbänke wurden aus der Kirche entfernt. 1976 wurde das Pfarrhaus erweitert und in den Jahren 2008–2009 wurden das Pfarrhaus, dessen Annexbau und die Liegenschaft Wülflingerstrasse 181 umgebaut, letztere zum Pfarrbüro.
Die Pfarrei St. Laurentius gehört zusammen mit den anderen katholischen Pfarreien der Stadt zur Kirchgemeinde Winterthur. Diese ist mit ihren 23'622 Mitgliedern (Stand 2021) die grösste katholische Kirchgemeinde des Kantons Zürich.

## Baubeschreibung

### Baukonstruktion und Kirchturm

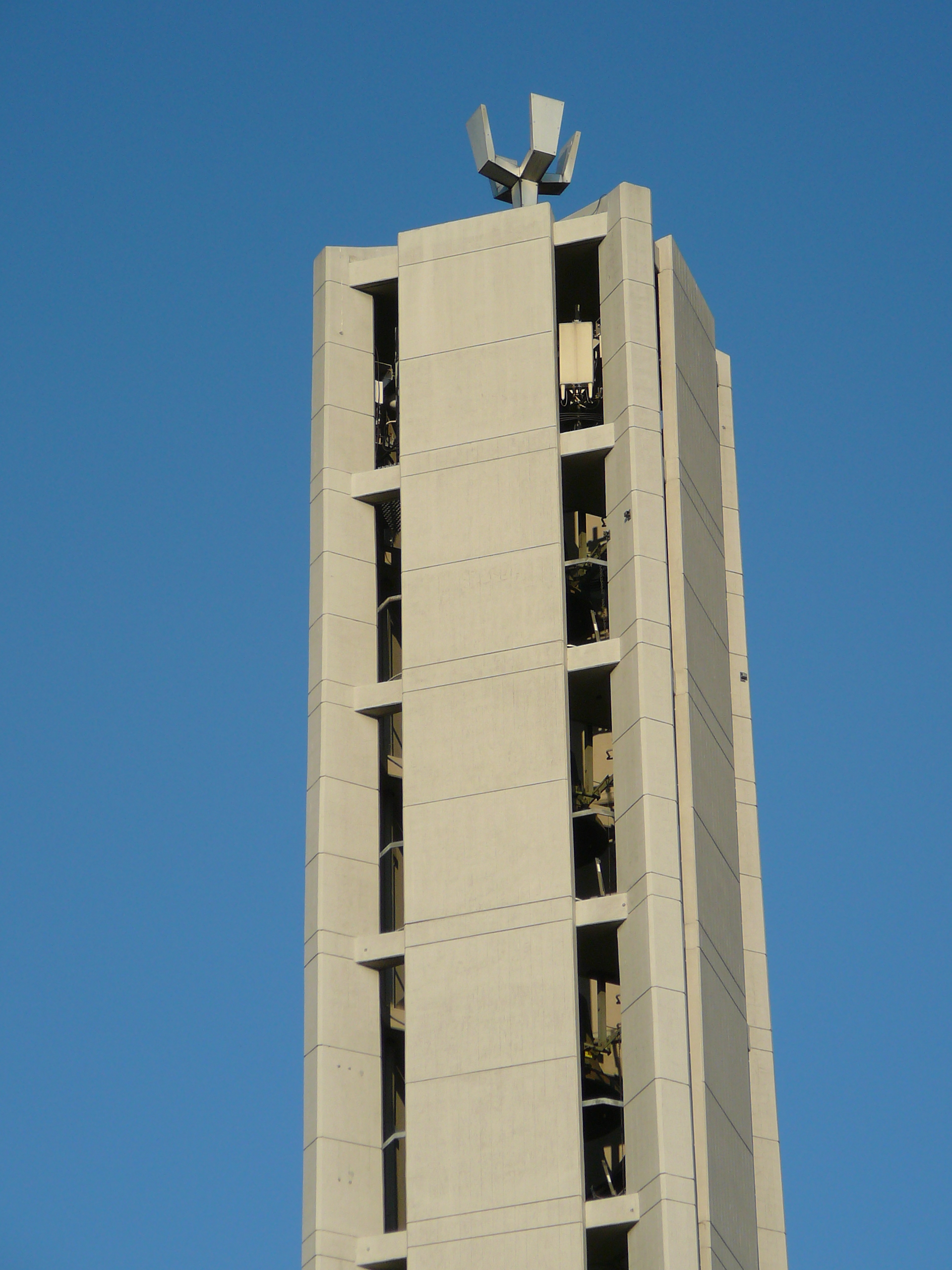
Der Glockenturm, Detail

24 Pfeiler stehen auf dem Boden der Kirche und tragen die 800 Quadratmeter grosse Betondecke, welche in dreissigstündigem Dauereinsatz der Bauleute betoniert wurde. Allein für die Schalung des Betonbaus benötigte man 1600 m² Holz, was einer Fläche von mehr als sechs doppelten Tennisfeldern entspricht. Nach der Entfernung des Gerüstes wurde das Sichtmauerwerk der Kirche erstellt.
Der 35 Meter hohe Kirchturm birgt seit dem 19. November 1958 vier Glocken, welche in der Glockengiesserei Rüetschi in Aarau gegossen wurden. Es handelt sich um die Christus-, die Marien-, die Apostel- und die Schutzengelglocke. Der Turm wird von einer von Künstler Albert Schilling gestalteten Turmkrone abgeschlossen, die in zweidimensionaler Ausführung auch die Frontseite der Kirche schmückt.
| Nummer | Gewicht | Durchmesser | Ton | Widmung     |
| ------ | ------- | ----------- | --- | ----------- |
| 1      | 1730 kg | 1450 mm     | cis | Christus    |
| 2      | 1100 kg | 1230 mm     | e   | Ave Maria   |
| 3      | 770 kg  | 1100 mm     | fis | Apostel     |
| 4      | 520 kg  | 970 mm      | gis | Schutzengel |

### Innenraum und künstlerische Ausstattung

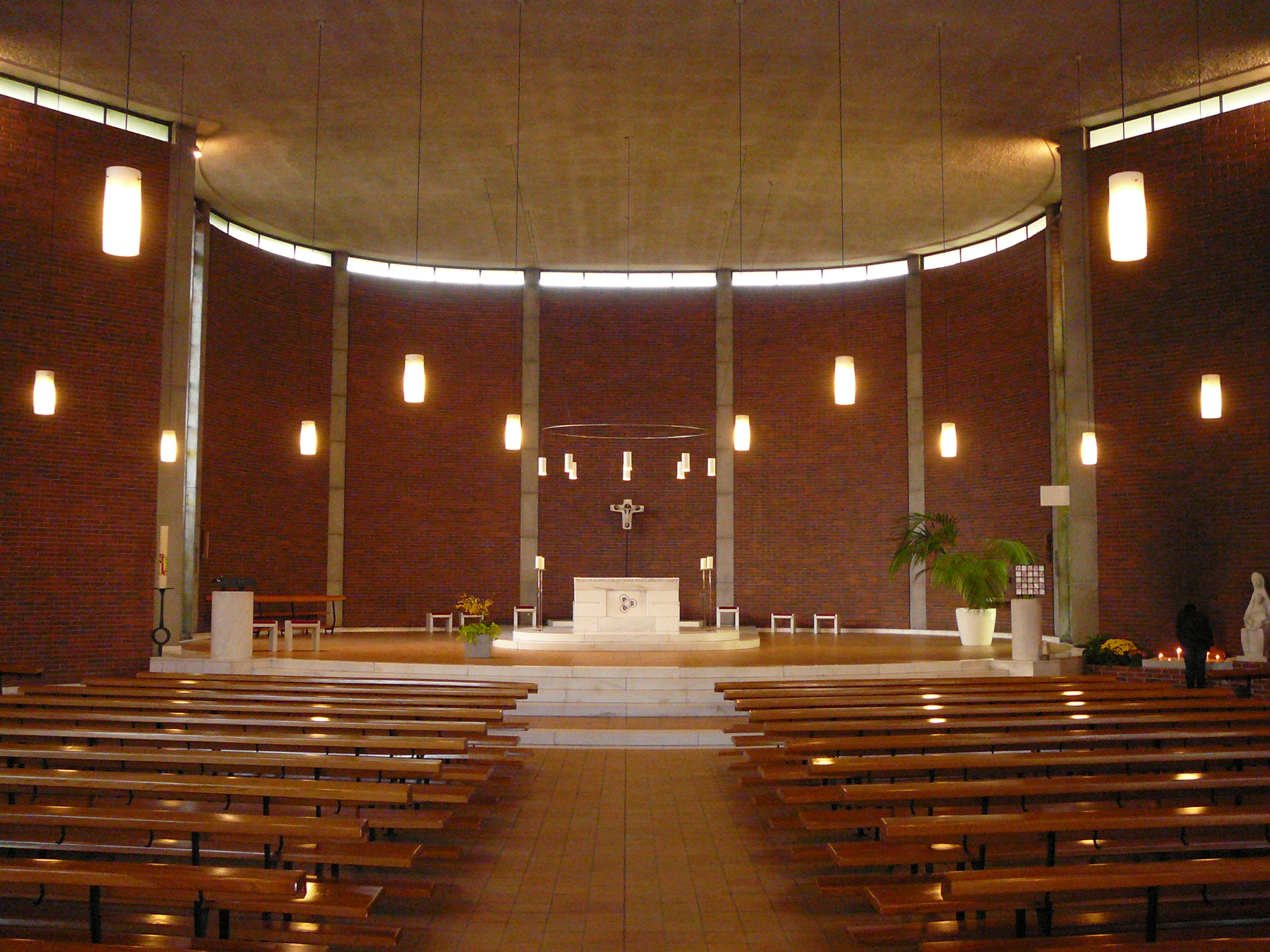
Altarraum

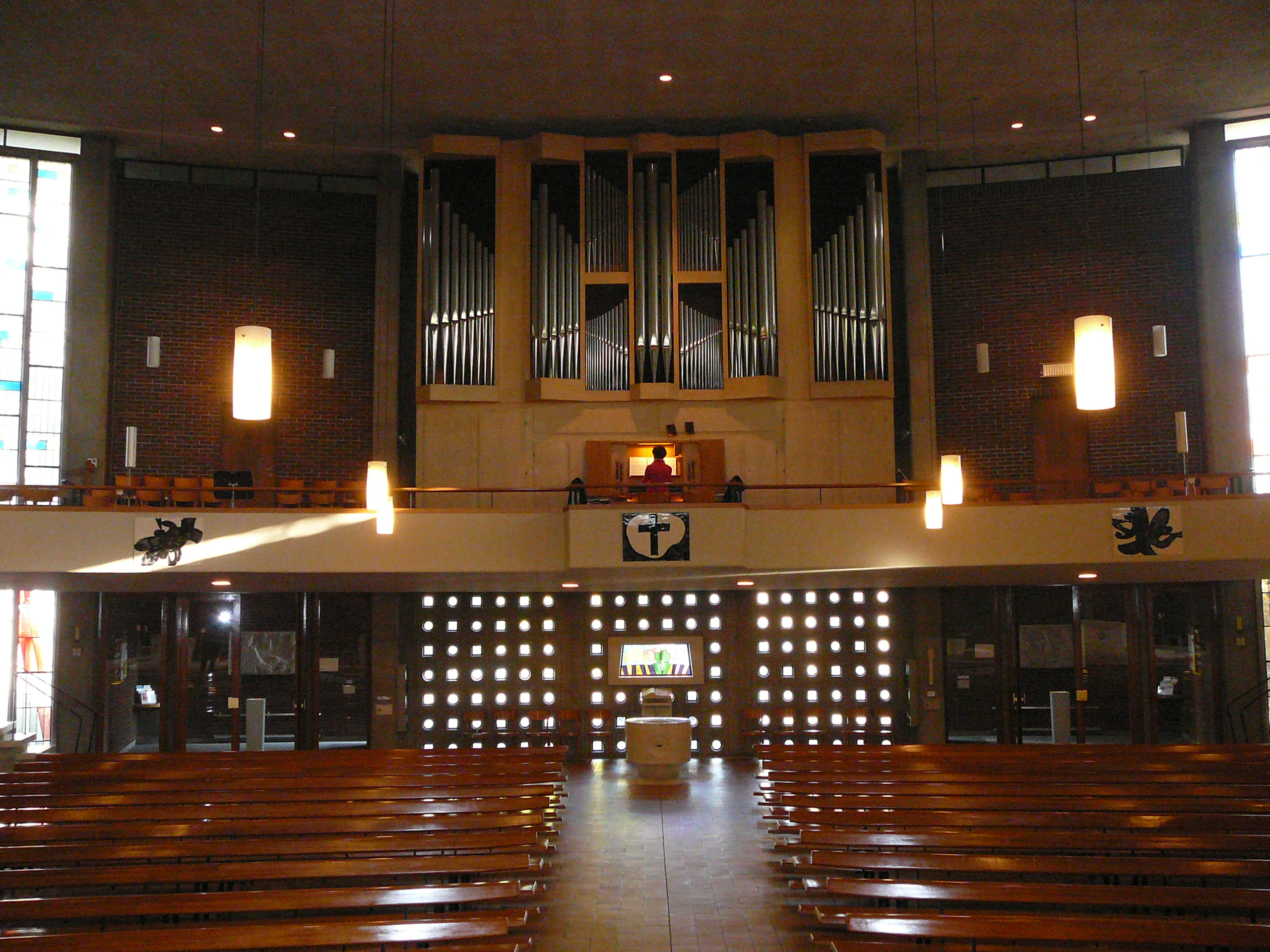
Blick zur Orgelempore

Namhafte Künstler arbeiteten an der Ausgestaltung der Kirche St. Laurentius mit: Ferdinand Gehr schuf die Glasmalereien und die Keramiken, Albert Schilling den Altarbereich in der Kirche sowie den Taufstein unter der Orgelempore. Hans von Matt gestaltete die Reliefs in den Eingangsbereichen der Kirche (über den hl. Laurentius und über den hl. Antonius) sowie die Reliefs vor den Eingangstüren in die Kirche (Kreuzigung und Schöpfung). Von Albert Wider, Widnau SG stammt die Madonna mit dem Jesuskind.

#### Werke von Ferdinand Gehr
Die grossen Fenster der Kirche wurden rein dekorativ gestaltet, sodass das Tageslicht die Kirche dezent erhellt. Das Glasfenster über dem Taufstein stellt das Thema Gott schenkt Leben dar. Den unteren Bildrand nimmt das Erdreich ein, dem eine Pflanze wie eine Knospe entspriesst. Darüber ist links die Gotteswolke dargestellt, aus der die segnende Hand Gottes hervorkommt. Mit dieser Gestaltung unterstrich Ferdinand Gehr, dass die Taufe dem Menschen neues und ewiges Leben schenkt. Über den Seiteneingängen und den Beichtstühlen sowie an der Brüstung der Empore und über der Sakristei-Tür sind schwarz-weisse Keramik-Tafeln angebracht, die ebenfalls von Ferdinand Gehr gestaltet wurden. Sie zeigen Johannes den Täufer, der auf das Lamm Gottes mit dem Kreuz hinweist, dann das Reis, das aus der Wurzel Jesse spriesst, auf der Strassenseite das Gleichnis vom verlorenen Sohn, der aus dem Dunkel wieder in das helle Haus des Vaters kommt, und Jesus mit dem Gleichnis von den Vögeln des Himmels und den Lilien des Feldes. Über der Sakristei-Tür ist Laurentius als Diakon und Verkünder des Evangeliums dargestellt. Die Emporenbrüstung schmücken Posaunenengel und das Zeichen des Menschensohnes, der auf den Wolken des Himmels zur Vollendung der Erlösung kommen wird.

#### Werke von Albert Schilling
Altar, Taufstein, Vortragskreuz, Tabernakel sowie die vier Weihwasserbecken stammen vom Künstler Albert Schilling. Der Altar aus weissem Marmor trägt auf seinen vier Seiten je ein Symbol samt Inschrift. Der Gemeinde zugewandt ist eine Schlaufe mit drei kreisförmigen Ausformungen dargestellt, Zeichen der Dreifaltigkeit. Der zugehörige Text in Latein heisst übersetzt: Durch ihn und mit ihm und in ihm ist dir Gott, allmächtiger Vater, in der Einheit des Heiligen Geistes alle Herrlichkeit und Ehre. Es handelt sich um den Lobpreis am Ende des Hochgebetes der Eucharistie-Feier. Die dem Priestersitz zugewandte Seite ist Gottvater geweiht und zeigt den brennenden Dornbusch, darunter bedeutet die Inschrift: Ich bin. Das dazugehörige Schriftband enthält den Anfang des Vaterunsers: Vater unser im Himmel, geheiligt werde dein Name, dein Reich komme. Die schmale Seite, die zur Sakristeitür zeigt, zieren ein Kelch und eine Hostie, beides von zwei Kreisen umfangen. Der Text sagt: So oft ihr dies tut, tut es zu meinem Gedächtnis. Diese Seite des Altares ist Jesus Christus geweiht. Die vierte, der Strasse zugewandte Seite ist dem Heiligen Geist geweiht und zeigt Wellenlinien samt einer Feuerzunge. Dies verweist auf den Schöpfungsbericht, wo es heisst, der Geist Gottes sei über den Wassern der Urflut geschwebt. Der Text lautet auf Deutsch übersetzt: Komm, heiligmachender, ewiger Gott, und segne dieses Opfer, das deinem heiligen Namen bereitet ist. Es ist dies das Gebet zur Gabenbereitung, das vor der Liturgie-Reform vom Priester still gesprochen wurde. Der Taufstein ist ebenso wie der Altar der Dreifaltigkeit geweiht und verdeutlicht dies im Schriftband: Im Namen des Vaters und des Sohnes und des Heiligen Geistes. Eine Hand für Gottvater, einen Fisch für Jesus Christus und eine Taube für den Heiligen Geist komplettieren die Gestaltung des Taufsteins. Den Tabernakel zieren Engelsgestalten, die in Email gearbeitet wurden. Beim Vortragskreuz weisen runde Öffnungen auf die Wundmale Christi hin.

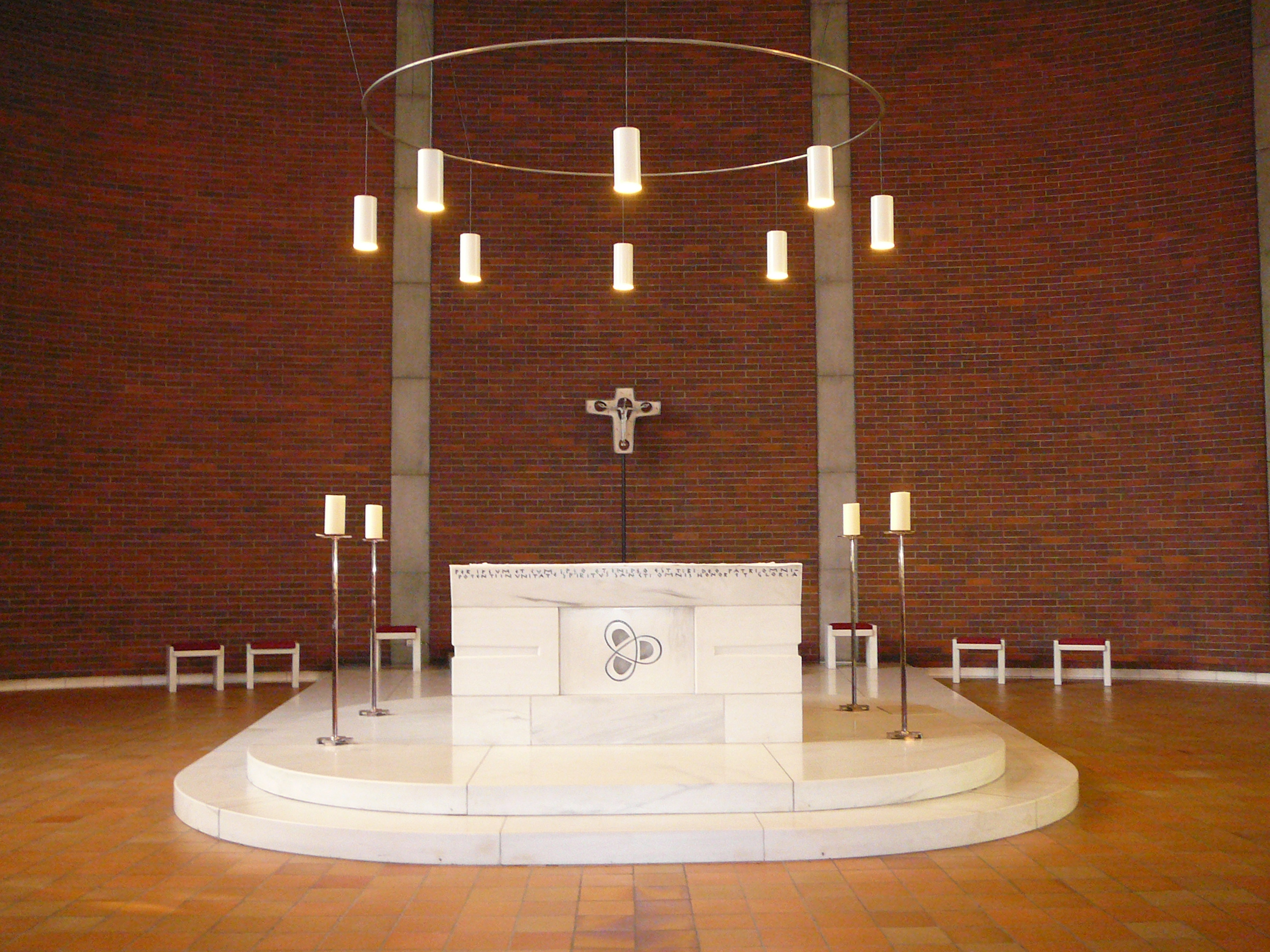
Altar von Albert Schilling
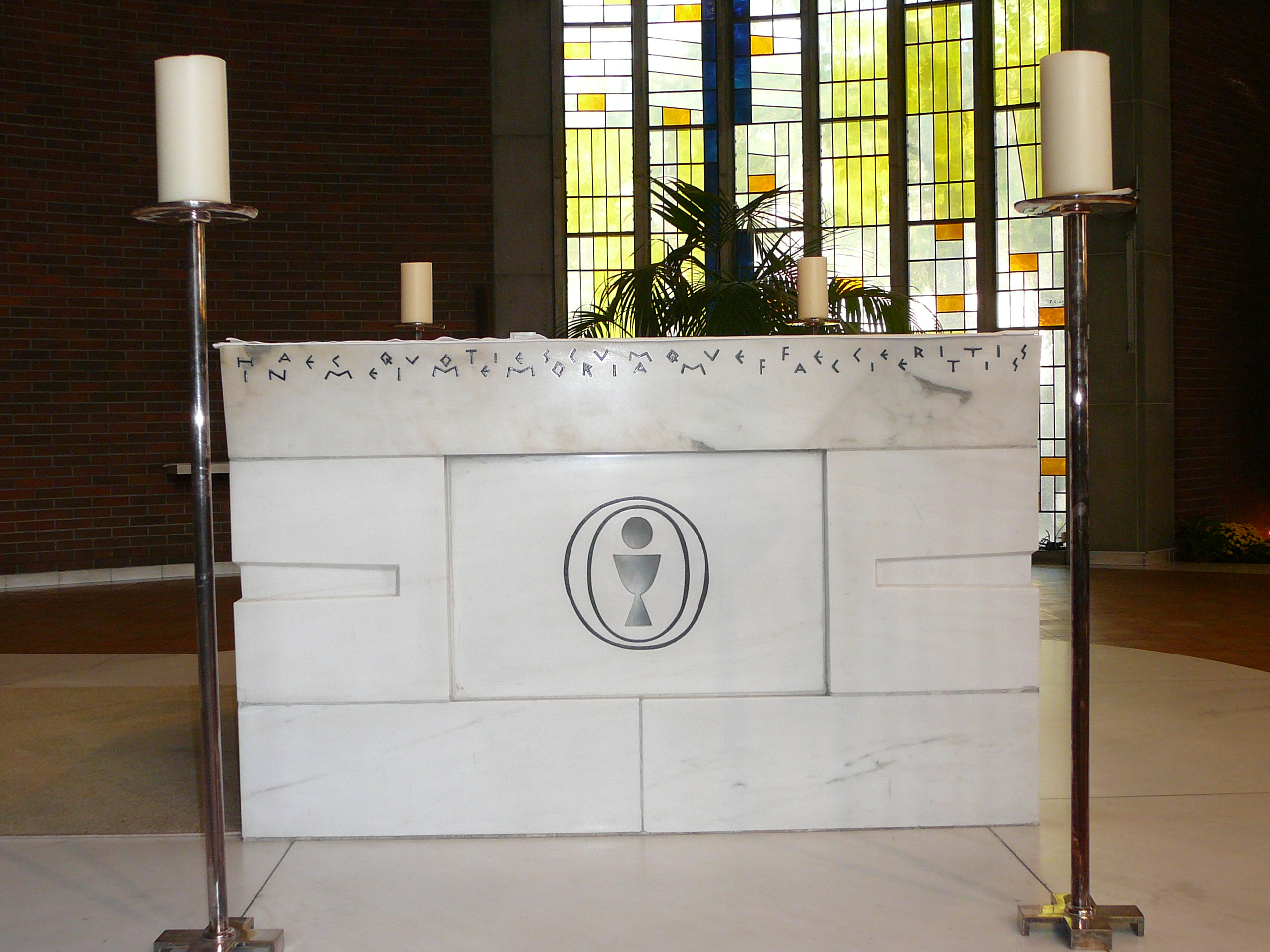
Altar, Südansicht
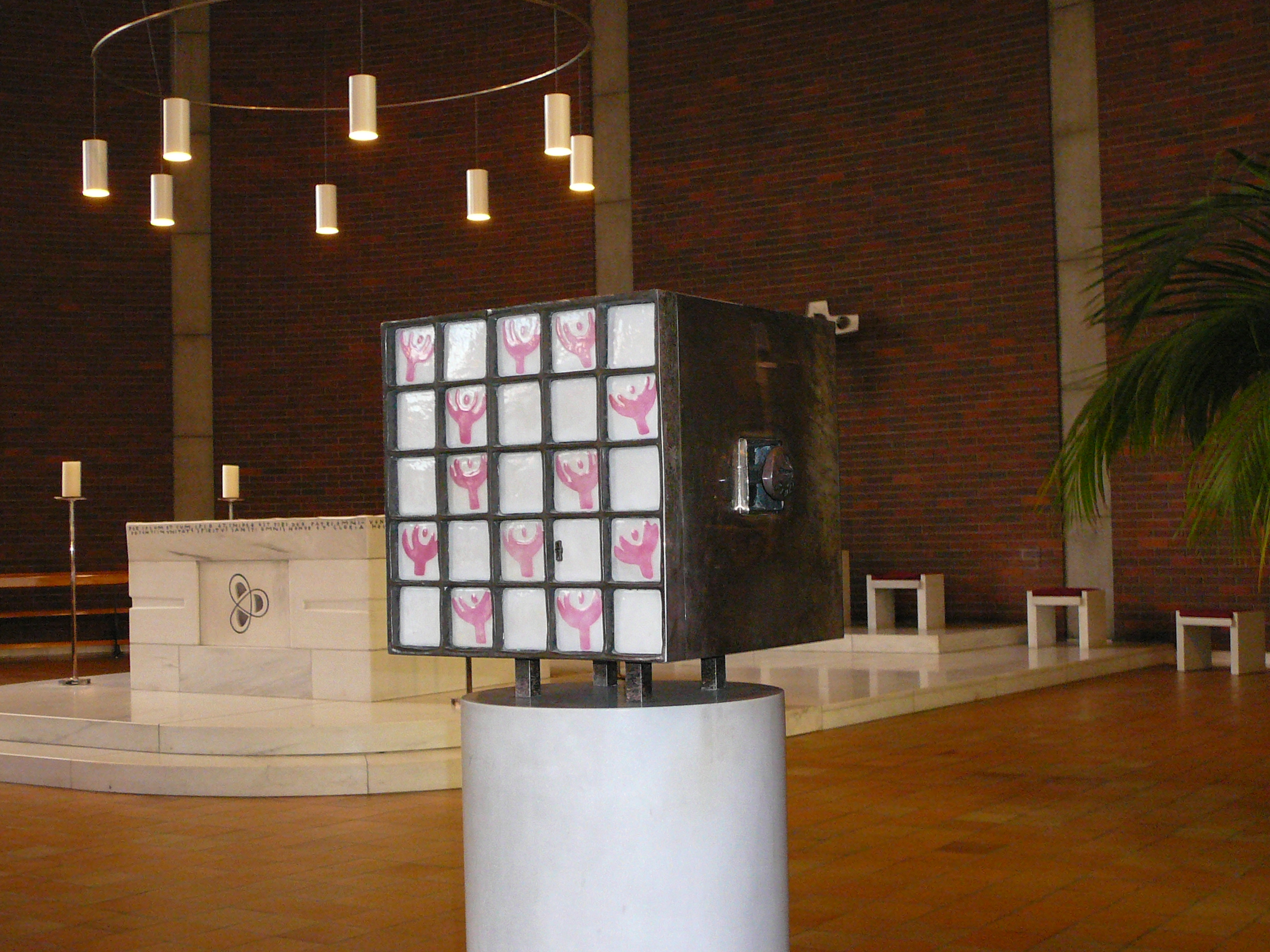
Tabernakel
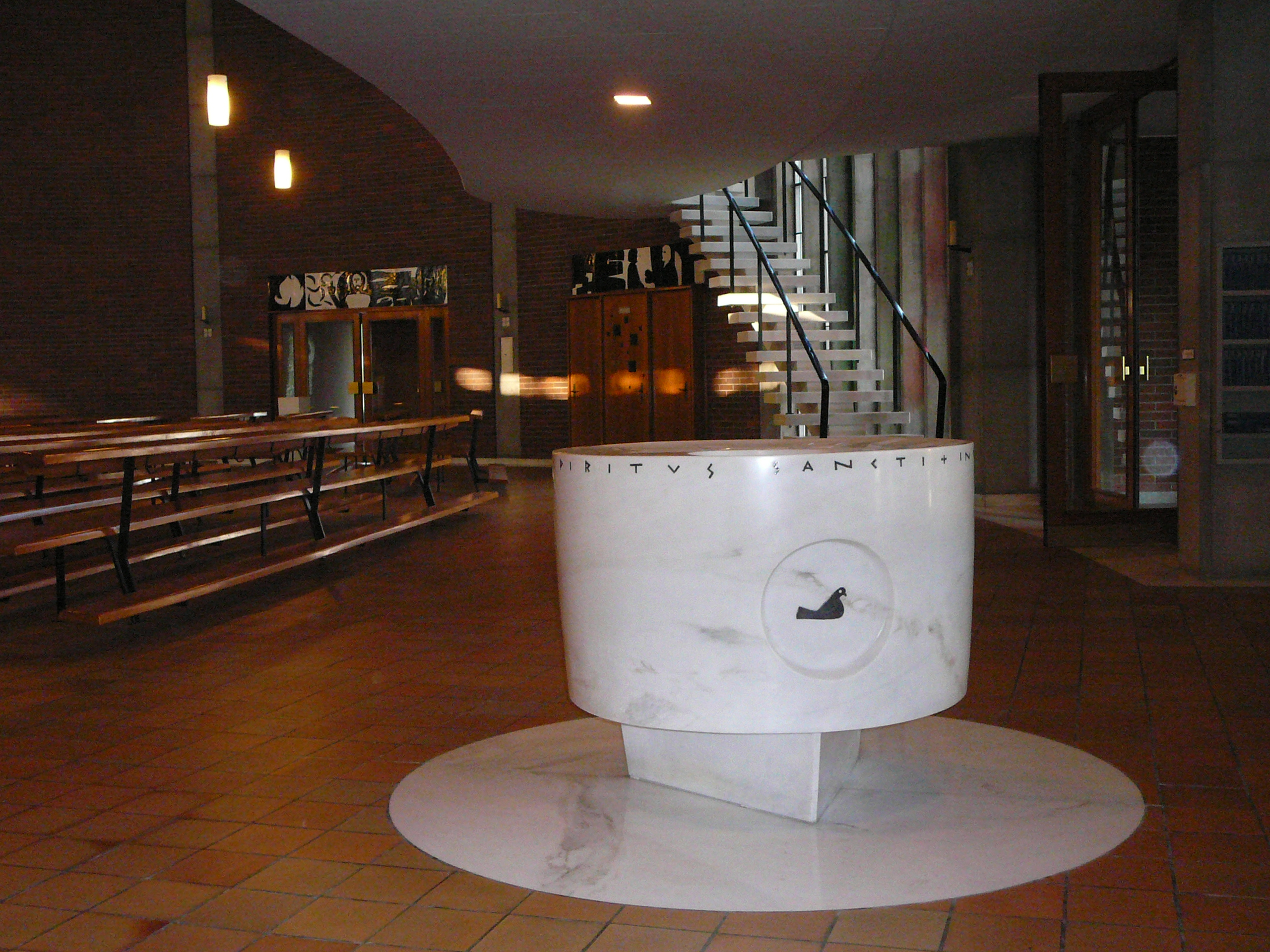
Taufstein

### Orgel

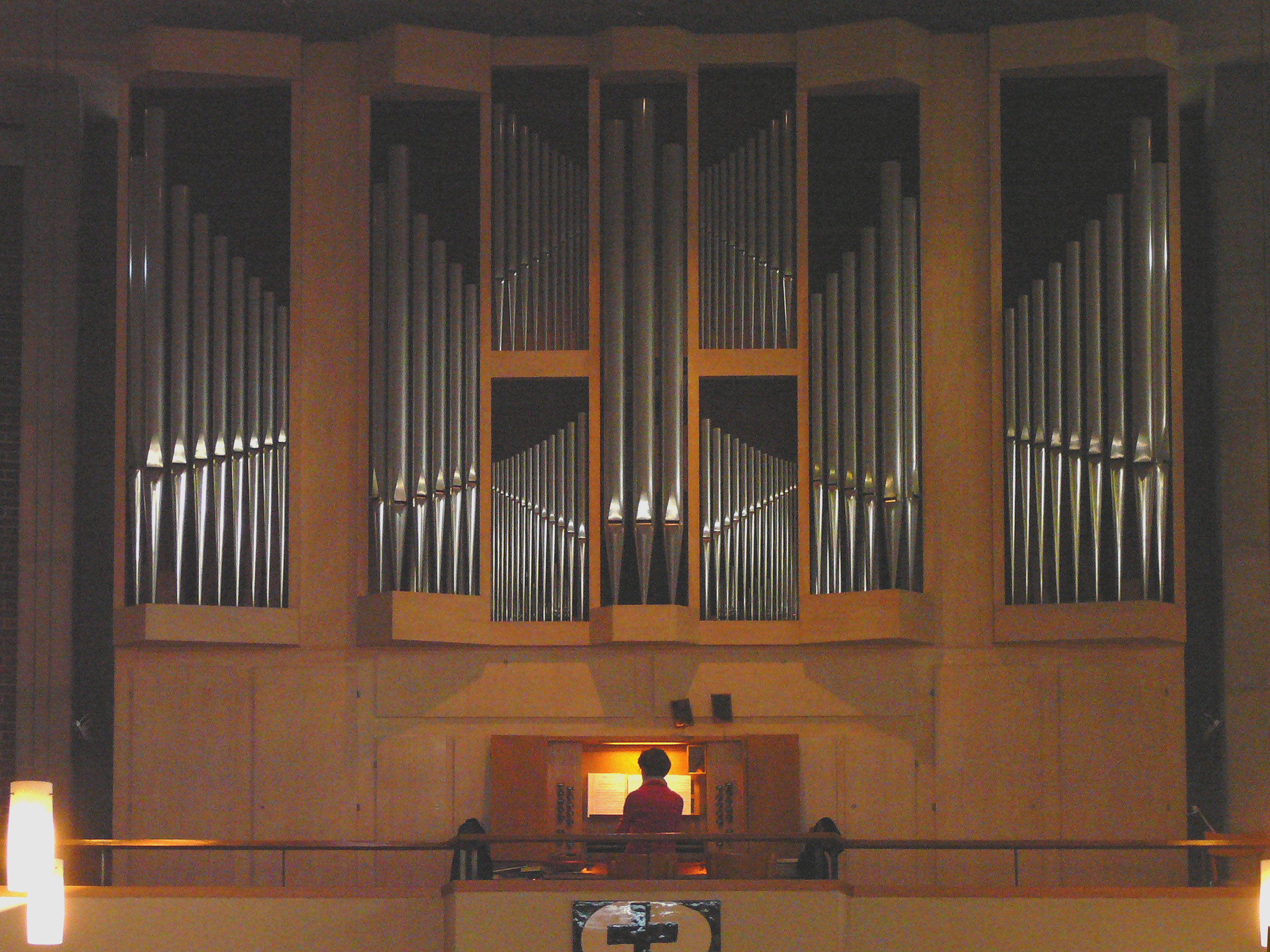
Orgel von Neidhart und L’Hôte von 1970

Die erste Orgel von St. Laurentius war eine elektronische, die 1970 durch die heutige Pfeifenorgel der Firma Neidhart und L’Hôte, Neuchâtel ersetzt wurde. Das Instrument verfügt über 26 Register, die auf zwei Manuale und Pedal verteilt sind.
| I Hauptwerk C–g3 |       |
| Praestant        | 16′   |
| Principal        | 8′    |
| Bourdon          | 8′    |
| Octave           | 4′    |
| Rohrflöte        | 4′    |
| Cornet           | 2 ⁄3′ |
| Superoctave      | 2′    |
| Mixtur           | 1 ⁄3′ |
| Trompete         | 8′    |
| Vox humana       | 8′    |

| II Oberwerk C–g3 |        |
| Rohrflöte        | 8′     |
| Gambe            | 8′     |
| Principal        | 4′     |
| Holzflöte        | 4′     |
| Flöte            | 2′     |
| Terz             | 1 3⁄5′ |
| Quinte           | 1 ⁄3′  |
| Zimbel           | 1′     |
| Dulcian          | 8′     |
| Tremulant        |        |

| Pedalwerk C–f1 |         |
| Principalbass  | 16′     |
| Subbass        | 16′     |
| Octavbass      | 8′ Ext. |
| Bourdon        | 8′      |
| Octave         | 4′      |
| Mixtur         | 2′      |
| Bombarde       | 16′     |
| Trompete       | 8′      |

- Koppeln: II/I, I/P, II/P

### Krypta

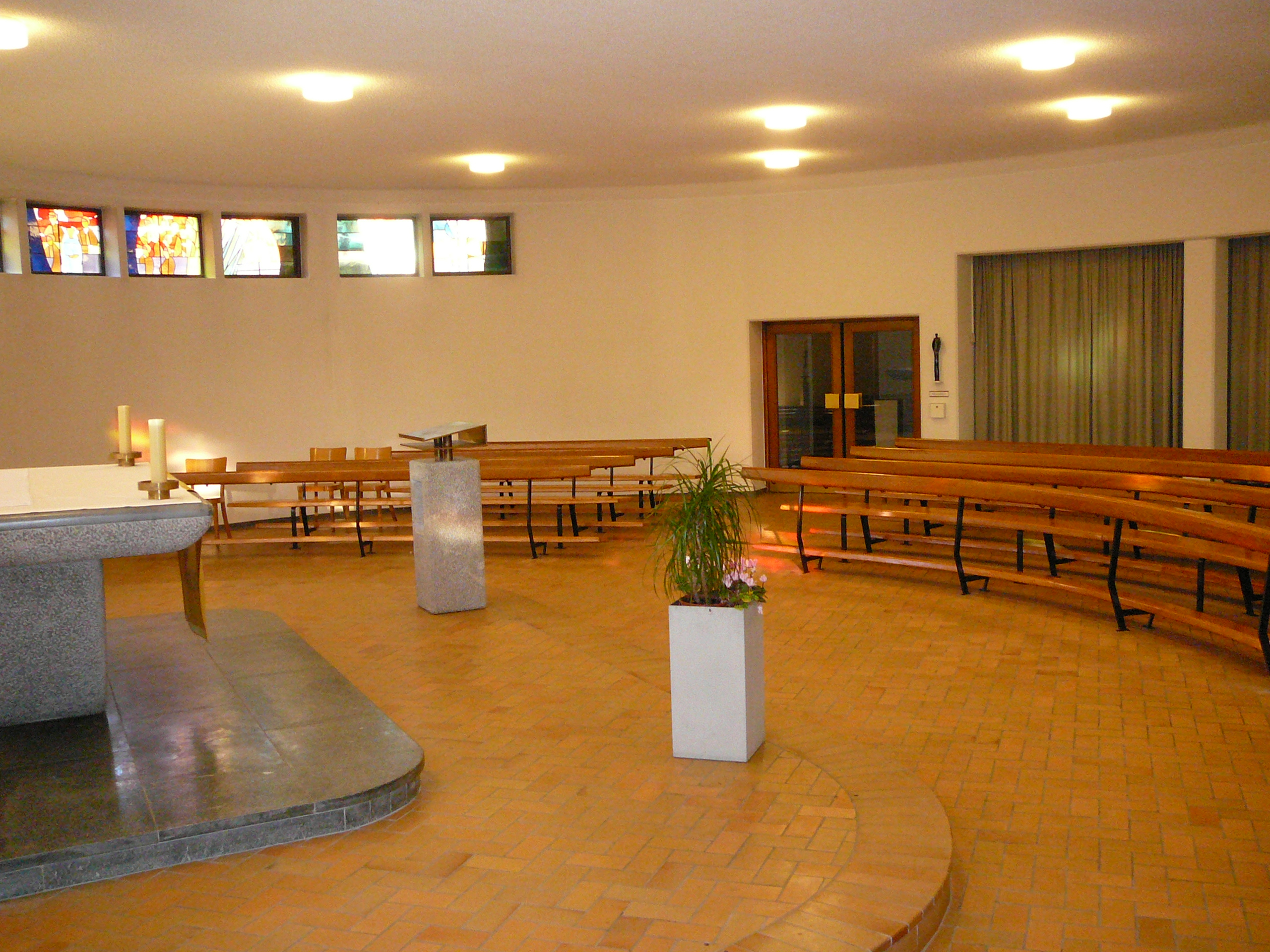
Krypta

Die Bleiglasfenster in der Krypta wurden von Ferdinand Gehr geschaffen und stellen die Offenbarung von Gottes Herrlichkeit in Schöpfung und Heilsgeschichte dar. Über dem Altar wird die Offenbarung Gottes in Jesus Christus thematisiert, dargestellt als Christuskind, dem die Heiligen Könige huldigen. Auf der linken Seite ist Mose vor dem brennenden Dornbusch zu erkennen, während auf der rechten Seite ein Pfingstbild mit den Aposteln und Maria sowie ein Bild von der Sintflut mit der Arche Noah und dem Regenbogen zu finden ist. Kristalline Formen, Pflanzliches und Tierformen (z. B. Vögel) umgeben diese Gestaltung. Ganz rechts ist ein Fenster, welches die Herrlichkeit des ewigen Lebens darstellt. Der Osterleuchter und das Kreuz der Krypta sind Frühwerke von Josef Caminada.
1972 erhielt die Krypta ein Orgelpositiv. Es stammte von der Firma Mathis, Näfels. Das Werk wurde 2009 durch eine Truhenorgel aus einer Schule in Zürich ersetzt. Erbauer der Orgel ist Ferdinand Stemmer (Zufikon), welcher das bisherige Positiv von 1972 weitervermittelte.
| Manual    |       |              |
| Gedeckt   | 8′    |              |
| Flöte     | 4′    | (B/D)        |
| Quinte    | 2 ⁄3  | (D, ab cis1) |
| Principal | 2′    |              |
| Terz      | 1 3⁄5 | (D, ab cis1) |
| Quinte    | 1 ⁄3  | (B, bis c1)  |

Im Jahr 2009 wurde die Krypta renoviert und die liturgische Ausstattung wurde ergänzt durch den Einbau eines festen Ambos und eines Osterkerzenleuchters.